# Gregory Mankiw
Nicholas Gregory Mankiw est un macroéconomiste américain de la nouvelle économie keynésienne né le 3 février 1958 dans le New Jersey. Mankiw est actuellement professeur d’économie à l’université Harvard, où il enseigne la macroéconomie.
Ses recherches portent sur les ajustements des prix, sur les marchés financiers, sur le comportement des consommateurs, en passant par les théories de la croissance économique et par les politiques monétaires et budgétaires.

## Biographie
Son père est ingénieur et sa mère, enseignante.
Il a entrepris ses études d’économie à l’université de Princeton, où il réussit ses examens en 1980 avec la mention summa cum laude. Il commence ensuite une thèse au Massachusetts Institute of Technology (MIT), qu'il interrompt pendant un temps pour étudier à la Harvard Law School, et achève son doctorat en 1984. Il enseigne ensuite à l’université Harvard et devient professeur titulaire dans la même université en 1987.
Mankiw est actuellement professeur d’économie à l’université Harvard, où il enseigne la macroéconomie. Au-delà de l’enseignement, il dirige le programme d’économie monétaire du National Bureau of Economic Research et est conseiller de la réserve fédérale des États-Unis de Boston et du Congressional Budget Office. Il a été nommé par le président George W. Bush à la présidence du Council of Economic Advisers le 29 mai 2003 (et ce jusqu'au 18 février 2005).
Il vit à Wellesley (Massachusetts), avec sa femme Deborah et leurs trois enfants Peter, Nicholas et Catherine.
Membre du Parti républicain pendant de nombreuses années, Mankiw critique le président Donald Trump en 2016 car ce dernier s'éloigne des principes de la mondialisation défendus par Mankiw : une libre circulation des biens, capitaux et services de par le monde. En octobre 2019, Mankiw quitte le Parti républicain et dénonce un parti dont les élus refusent de critiquer les errements de Trump pour conserver leur poste.

## Travaux en économie
Un des livres les plus célèbres de cet économiste est Les dix principes de l'économie. Greg Mankiw y résume les enseignements de la science économique. Ces principes sont développés dans des modèles théoriques, puis validés par des études empiriques rigoureuses.
Ce sont les dix principes ci-dessous :
1. Les individus font face à des arbitrages (« il n'y a pas de repas gratuit »).
2. Le coût d'une chose mesure ce à quoi on renonce pour l'obtenir.
3. Les individus rationnels raisonnent à la marge.
4. Les individus réagissent aux incitations (c'est-à-dire aux coûts et bénéfices de différentes actions).
5. L'échange est profitable pour tous.
6. Les économies de marché sont généralement un bon mode d'organisation de l'activité économique.
7. L'État peut parfois améliorer les situations de marché.
8. Le niveau de vie d'une économie dépend de sa capacité à produire des biens et services.
9. Les prix augmentent lorsque la Banque centrale imprime trop de monnaie.
10. À court-terme, la société est confrontée à un arbitrage entre inflation et chômage.

Ce livre est une référence dans l'enseignement de l'économie au niveau universitaire. La première édition des Principes de l’Économie de Mankiw a connu un succès retentissant dans les pays anglophones, dès sa parution en 1998.  Elle a par la suite été traduite en vingt langues et vendue à plus de 20 millions d’exemplaires. En 2006, elle a fait l’objet d’une mise à jour et d’une adaptation européenne en collaboration avec Mark Taylor.
Le livre donne aussi son nom à un cours intitulé « Economics 10 », enseigné à Harvard par le professeur Mankiw. Le cours est réputé et connait un grand succès depuis plusieurs années. Cependant, durant une journée d'automne 2011, il a fait l'objet d'une contestation, dans la continuité du mouvement Occupy Wall Street né en septembre 2011 : le 2 novembre, 70 étudiants ont quitté le cours, pour protester contre l’idéologie qu’il relaie, accusée d’être à l’origine des déséquilibres économiques actuels. En décembre 2011, Mankiw a réagi à cet événement dans le New York Times.

## Publications

### Ouvrages
- Macroeconomics, 1992; 2nd ed., 1994; 3rd ed., 1997; 4th ed., 2000; 5th ed., 2003; 6th ed., 2007, Worth Publishers. Traduit en allemand, arménien, chinois, coréen, espagnol, français, grec, hongrois, indonésien, italien, japonais, portugais, roumain, russe et ukrainien. Édition canadienne disponible également.
- Principles of Economics, 1998; 2nd ed., 2001; 3rd ed., 2004; 4th ed., 2007, Thomson Southwestern. Traduit en allemand, azéri, chinois, coréen, croate, espagnol, français, géorgien, grec, indonésien, italien, japonais, macédonien, monténégrin, néerlandais, portugais, roumain, russe, serbe et tchèque. Éditions australienne et canadienne disponibles également.

### Articles
- (en) « Hall's Consumption Hypothesis and Durable Goods », Journal of Monetary Economics, vol. 10,‎ 1982, p. 417-426 (lire en ligne)
- Intertemporal Substitution in Macroeconomics, avec Julio Rotemberg et Lawrence Summers, Quarterly Journal of Economics 100, février 1985, 225-251.
- Small Menu Costs and Large Business Cycles: A Macroeconomic Model of Monopoly, Quarterly Journal of Economics 100, mai 1985, 529-537.
- The Changing Behavior of the Term Structure of Interest Rates, avec Jeffrey Miron, Quarterly Journal of Economics 101, mai 1986, 211-228.
- Free Entry and Social Inefficiency, avec Michael Whinston, Rand Journal of Economics 17, Spring 1986, 48-58.
- Ricardian Consumers with Keynesian Propensities, avec Robert Barsky and Stephen Zeldes, American Economic Review 76, Sept. 1986, 676-691.
- The Equity Premium and the Concentration of Aggregate Shocks, Journal of Financial Economics 17, 1986, 211-219.
- The Allocation of Credit and Financial Collapse, Quarterly Journal of Economics 101, Aug. 1986, 455-470.
- Money Demand and the Effects of Fiscal Policies, avec Lawrence Summers, Journal of Money, Credit, and Banking 18, Nov. 1986, 415-429.
- Government Purchases and Real Interest Rates,Journal of Political Economy 95, Apr. 1987, 407-419.
- The Adjustment of Expectations to a Change in Regime: A Study of the Founding of the Federal Reserve, avec Jeffrey Miron and David Weil, American Economic Review 77, June 1987, 358-374.
- The Optimal Collection of Seigniorage: Theory and Evidence,Journal of Monetary Economics 20, Sept.1987, 327-341.
- Permanent and Transitory Components in Macroeconomic Fluctuations, avec John Y. Campbell, American Economic Review 77, May 1987, 111-117.
- Are Output Fluctuations Transitory? avec John Y. Campbell, Quarterly Journal of Economics, Nov. 1987, 857- 880.
- The New Keynesian Economics and the Output-Inflation Trade-off, avec Laurence Ball and David Romer, Brookings Papers on Economic Activity, 1988:1, 1-65.
- Assessing Dynamic Efficiency: Theory and Evidence, avec Andrew Abel, Lawrence Summers, et Richard Zeckhauser, Review of Economic Studies 56, Jan. 1989, 1-20.
- International Evidence on the Persistence of Economic Fluctuations, avec John Y. Campbell, Journal of Monetary Economics 23, Mar. 1989, 319-333.
- Real Business Cycles: A New Keynesian Perspective, Journal of Economic Perspectives 3, Summer 1989, 79-90. (Version française)
- The Baby Boom, the Baby Bust, and the Housing Market, avec David Weil, Regional Science and Urban Economics 19, 1989, 235-258.
- Precautionary Saving and the Timing of Taxes, avec Miles Kimball, Journal of Political Economy 97, Aug.1989, 863-879.
- Consumption, Income, and Interest Rates: Reinterpreting the Time Series Evidence, avec John Y. Campbell, NBER Macroeconomics Annual 4, 1989, 185-216.
- Permanent Income, Current Income, and Consumption, avec John Y. Campbell, Journal of Business and Economic Statistics 8, July 1990, 265-280.
- A Quick Refresher Course in Macroeconomics Journal of Economic Literature 28, Dec. 1990, 1645-1660.
- The Consumption of Stockholders and Non-Stockholders, avec Stephen Zeldes, Journal of Financial Economics 29, Mar. 1991, 97-112.
- The Response of Consumption to Income: A Cross-Country Investigation, avec John Y. Campbell, European Economic Review 35, 1991, 723-767.
- A Contribution to the Empirics of Economic Growth. soit ici , avec David Romer et David Weil, Quarterly Journal of Economics 107: 407-437, May 1992.
- Asymmetric Price Adjustment and Economic Fluctuations, avec Laurence Ball, Economic Journal 104, Mar.1994, 247-261.
- Relative-Price Changes as Aggregate Supply Shocks, avec Laurence Ball, Quarterly Journal of Economics, Feb. 1995, 161-193.
- Capital Mobility in Neoclassical Models of Growth, avec Robert Barro and Xavier Sala-i-Martin, American Economic Review 85, Mar. 1995, 103-115.
- The Growth of Nations, soit ici avec  Edmund S. Phelps; Paul M. Romer Brookings Papers on Economic Activity, 1995:1, 275-326.
- An Asset Allocation Puzzle, avec Niko Canner and David Weil, American Economic Review 87, Mar. 1997, 181-191.
- The Deficit Gamble, avec Laurence Ball et Douglas Elmendorf, Journal of Money, Credit, and Banking 30, Nov. 1998, 699-720.
- Aggregate Demand and Long-Run Unemployment, avec Laurence Ball; William D. Nordhaus, Brookings Papers on Economic Activity, 1999:2, pp. 189-251.
- Goverment Debt, avec Douglas Elmendorf, Handbook of Macroeconomics, North Holland, 1999.
- The Savers-Spenders Theory of Fiscal Policy, American Economic Review 90, mai 2000, 120-125.
- The Inexorable and Mysterious Tradeoff Between Inflation and Unemployment, Economic Journal 111, May 2001, C45-C61.
- Intergenerational Risk Sharing in the Spirit of Kenneth Arrow, Gérard Debreu, and Rawls, with Applications to Social Security Design, avec Laurence Ball, 2001.
- U.S. Monetary Policy During the 1990s, American Economic Policy in the 1990s, MIT Press, 2002.
- Sticky Information versus Sticky Prices: A Proposal to Replace the New Keynesian Phillips Curve, avec Ricardo Reis, Quarterly Journal of Economics 117, Nov. 2002, 1295-1328.
- The NAIRU in Theory and Practice, avec Laurence Ball, Journal of Economic Perspectives 16, Fall 2002, 115-136.
- Sticky Information: A Model of Monetary Nonneutrality and Structural Slumps, avec Ricardo Reis, Knowledge, Information, and Expectations in Modern Macroeconomics: Essays in Honor of Edmund S. Phelps, Princeton University Press, octobre 2002.
- What Measure of Inflation Should a Central Bank Target?, avec Ricardo Reis, 2002, Journal of the European Economic Association,
- Monetary Policy for Inattentive Economies, avec Laurence Ball and Ricardo Reis, 2002.
- Small Menu Costs and Large Business Cycles: A Macroeconomic Model of Monopoly. Quarterly Journal of Economics 100: 529-537, May 1985.
- The Macroeconomist as Scientist and Engineer, NBER Working Paper 12349, juin 2006